# Колмен (Південна Дакота)
Колмен (англ. Colman) — місто (англ. city) в США, в окрузі Муді штату Південна Дакота. Населення — 634 особи (2020).

## Географія
Колмен розташований за координатами 43°59′1″ пн. ш. 96°48′53″ зх. д. / 43.98361° пн. ш. 96.81472° зх. д. (43.983473, -96.814745).  За даними Бюро перепису населення США в 2010 році місто мало площу 4,88 км², з яких 4,88 км² — суходіл та 0,00 км² — водойми.

## Демографія
Згідно з переписом 2010 року, у місті мешкали 594 особи в 237 домогосподарствах у складі 160 родин. Густота населення становила 122 особи/км².  Було 263 помешкання (54/км²).
Расовий склад населення:
| - 94,4 % — білих - 1,7 % — корінних американців - 0,8 % — азіатів - 0,3 % — чорних або афроамериканців |

До двох чи більше рас належало 1,9 %. Частка іспаномовних становила 1,7 % від усіх жителів.
За віковим діапазоном населення розподілялося таким чином: 30,8 % — особи молодші 18 років, 55,4 % — особи у віці 18—64 років, 13,8 % — особи у віці 65 років та старші. Медіана віку мешканця становила 35,7 року. На 100 осіб жіночої статі у місті припадало 107,7 чоловіків;  на 100 жінок у віці від 18 років та старших — 101,5 чоловіків також старших 18 років.
Середній дохід на одне домашнє господарство  становив 53 250 доларів США (медіана — 45 667), а середній дохід на одну сім'ю — 58 810 доларів (медіана — 52 292). Медіана доходів становила 45 000 доларів для чоловіків та 31 042 долари для жінок. За межею бідності перебувало 12,9 % осіб, у тому числі 23,3 % дітей у віці до 18 років та 4,4 % осіб у віці 65 років та старших.
Цивільне працевлаштоване населення становило 317 осіб. Основні галузі зайнятості: освіта, охорона здоров'я та соціальна допомога — 26,2 %, виробництво — 21,1 %, роздрібна торгівля — 15,1 %, транспорт — 11,7 %.